# El sexo débil
El sexo débil (no Brasil, Sexo Forte, Sexo Frágil) é uma telenovela mexicana produzida pela Argos Comunicación e Sony Pictures Television e exibida pela Cadena 3 entre 7 de fevereiro a 24 de julho de 2011, em 120 capítulos, substituindo Las Aparicio e antecedendo El octavo mandamiento. 
Escrita por Joaquín Guerrero Casasola, produzida por Epigmenio Ibarra e Carlos Payán e dirigida por Moisés Ortiz Urquidi.
No Brasil, foi exibida pela CNT, entre 2 de janeiro a 25 de maio de 2012, substituindo Dona Bárbara. Foi a primeira telenovela com Itatí Cantoral no Brasil, após Maria do Bairro.

## Enredo
Os Camacho sempre pensaram que o machismo é sinônimo de respeito, liderança e coragem; que o ser masculino é provocado por sentimentos que um homem não deve revelar, ou pelo menos, o que a sociedade exige. Eles são uma família de homens dedicados à medicina cuja principal característica é ser machista. Isso faz com que, um dia, cada uma das mulheres dos Camacho abandone seus parceiros: Álvaro, o filho mais velho, é abandonado porque tem ciúmes de sua esposa, já que ela é mais bem sucedida profissionalmente; Julián é abandonado por sua noiva por ter sido infiel várias vezes; Dante é trocado por um sueco que sua namorada conheceu em Paris; e Agustín, o patriarca, é deixado por sua esposa por não ouvi-la por três décadas de casamento. Bruno, o único Camacho que tem com um relacionamento estável, é homossexual.
Após este evento, os Camacho terá que enfrentar seus medos sozinhos, coincidindo com a chegada de Helena, uma mulher que deixou seu namorado no dia do casamento e que vai mudar a vida de todos os homens desta família.

## Elenco
| Ator                | Personagem         |
| ------------------- | ------------------ |
| Itatí Cantoral      | Helena Román       |
| Raúl Méndez         | Dante Camacho      |
| Mauricio Ochmann    | Julián Camacho     |
| Luciana Silveyra    | Tamara             |
| Khotan Fernández    | Álvaro Camacho     |
| Arturo Ríos         | Agustín Camacho    |
| Adriana Parra       | Silvia Bermúdez    |
| Pablo Cruz Guerrero | Bruno Camacho      |
| Marco Treviño       | Máximo de la Croix |
| Martina García      | María              |
| Rodrigo Oviedo      | Pedro              |
| Bianca Calderón     | Aída               |
| Adrián Alonso       | Víctor Camacho     |
| Julia Urbini        | Tania Camacho      |
| Leticia Fabián      | Luisa              |
| Augusto Di Paolo    | Benjamín           |
| Karina Gidi         | Camila             |
| Cecilia Suárez      | Alexandra          |
| Juan de Dios Ortiz  | Gerardo Ramos      |
| Cristhian Alvarado  | Pancho             |
| Johanna Murillo     | Lucía              |

## Prêmios

### Premios Festival y Mercado de TV-Ficción Internacional[7]
- Melhor telenovela
- Melhor autor/autora: Joaquin Casasola
- Melhor atriz: Adriana Parra
- Melhor protagonista: Itatí Cantoral